# ریجون تاکر
ریجون تاکر (انگلیسی: Rayjon Tucker؛ زادهٔ ۲۴ سپتامبر ۱۹۹۷) بازیکن بسکتبال اهل ایالات متحده آمریکا است.